# مارك بي. شابيرو
مارك بي. شابيرو (بالإنجليزية: Marc B. Shapiro)‏ هو عالم عقيدة وفيلسوف ومؤرخ أمريكي، ولد في 1966.